# Alfred Edward Woodley Mason

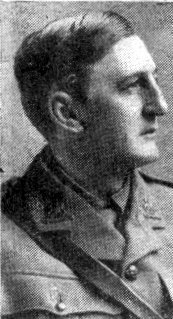
Alfred Edward Woodley Mason, 1915

Alfred Edward Woodley Mason (* 7. Mai 1865 in Dulwich, London; † 22. November 1948) war ein britischer Romancier, der seine Bücher als A. E. W. Mason veröffentlichte.

## Leben
Mason besuchte das Dulwich College und studierte am Trinity College der Universität Oxford, wo er 1888 einen Abschluss erlangte.
Von 1906 bis 1910 war er als liberaler Abgeordneter für Coventry Mitglied des britischen House of Commons.
Während des Ersten Weltkriegs diente er zunächst als Captain der British Army und wechselte 1915 zu den Royal Marines, wo er 1917 zum Major aufstieg. Er war insbesondere im Marinenachrichtendienst eingesetzt und wirkte am Aufbau eines Gegenspionagenetzwerks in Spanien und Mexiko mit.
Sein Bekanntheitsgrad als Schriftsteller steht hinter Zeitgenossen wie Rudyard Kipling zurück, dafür gehört sein 1902 veröffentlichtes Werk The Four Feathers zu einem der meistverfilmten Bücher (u. a. Vier Federn von 1939 und Die vier Federn von 2002). Sein erster Roman A Romance of Wastdale wurde 1895 veröffentlicht. Er schrieb insgesamt mehr als 30 Bücher.
Zudem war Mason ab 1918 als Jurymitglied im Komitee zur Vergabe des Hawthornden-Preises tätig, des ältesten Literaturpreises in Großbritannien.

## Werke (Auswahl)

### Kriminalromane mit Inspector Hanaud
- At the Villa Rose, 1910 (dt. Die Tote in der Villa Rose. Kriminalroman. Heyne, München 1971)
- The House of the Arrow, 1924 (dt. Das Geheimnis der Sänfte. Heyne, München 1971)
- The Prisoner in the Opal, 1928
- They Wouldn't Be Chessmen, 1934
- The House in Lordship Lane, 1946

### Andere Romane
- The Courtship of Maurice Buckler, 1896
- Lawrence Clavering, 1897
- The Philanderers, 1897
- zusammen mit Andrew Lang: Parson Kelly, 1899
- Clementina, 1901
- The Four Feathers, 1902 (dt. Die vier Federn. Roman. Diogenes, Zürich 1984; zuletzt im Aufbau-Taschenbuch-Verlag, Berlin 2002, ISBN 3-7466-1924-6)
- The Truants, 1904
- Running Water, 1906
- The Broken Road, 1907
- A Romance of Wastdale, 1910
- Miranda of the Balcony, 1911
- The Turnstile, 1912
- The Witness for the Defence, 1913
- The Summons, 1920
- The Watchers, 1924
- The Winding Stair, 1924
- No Other Tiger, 1927 (dt. Der Tiger und die Tänzerin. Roman. Knorr & Hirth, München 1929)
- The Dean's Elbow, 1930
- The Three Gentlemen, 1932
- The Sapphire, 1933
- Fire Over England, 1936
- The Drum, 1937
- Königsmark, 1938 (dt. Königsmarck. Historischer Roman: Deutsch von Nadine Erler. Verlag 28 Eichen, Barnstorf 2024)
- Musk and Amber, 1942

## Verfilmungen
- 1936: Feuer über England (Fire Over England)
- 1938: Gefahr am Doro-Paß (The Drum)
- 1939: Vier Federn (The Four Feathers)
- 1955: Sturm über dem Nil (Storm over the Nile)
- 2002: Die vier Federn (The Four Feathers)